# مترو تبليسي
مترو تبليسي هو مترو يقع في تبليسي عاصمة جورجيا،تم افتتاحه في 11 يناير 1966 وقد كان رابع مترو يتم بنائه في الاتحاد السوفيتي،حالياً يتكون المترو من خطين ويخدم 23 محطة.